# グッドウィル・インダストリーズ
グッドウィル・インダストリーズ（Goodwill Industries International）あるいはグッドウィル (the Good Will) は、障害者やホームレスなど働き口を求める上で社会的に不利な立場に置かれている人たちのために職業訓練を提供したり、雇用サービスなどを行うことを目的としている非営利団体。
世界5大陸に散らばる17ヵ国における、各コミュニティに根ざした自立的な組織（通常 店舗の形態を取っている）、およびその組織が集まった全体のネットワークを指す。1902年にアメリカ合衆国マサチューセッツ州ボストンで創立され、現在の本部はメリーランド州ロックビルにある。アジアには韓国、台湾、タイに組織がある。
グッドウィルは、人種、信条の違いなどに係わらず、すべての人に尊敬と敬意を持って係わることを旨としている。牧師が設立し、当初はキリスト教教会で活動していたが、現在はいかなる宗派、教派にも属さず、また特定の宗教、教団とも提携関係をもっていない。日本の人材派遣業のグッドウィル・グループ（現 プロンプトホールディングス）とも無関係である。

## 社会活動
グッドウィルのネットワークは、アメリカ合衆国やカナダなど4カ国のコミュニティーにある約170の組織と、提携している15組織が存在する13カ国の計17カ国にある組織から成っている。グッドウィルは障害のある者、公的扶助を受けている者、職を失った者、そのほか職を探す者に対して、職業教育やキャリア教育を行っている。ただ単に職をみつけるだけでなく、キャリア・アップの手助けもしており、金融、医療、コンピュータ・プログラミングなどの分野における職業訓練も行っている。
グッドウィルは服、靴、家具などの寄付品を集め、2000以上の店舗とカリフォルニア州オレンジ郡のグッドウィル組織によって運営されているインターネットのオークション・サイト、shopgoodwill.comにおいて中古品の販売をしている。2005年のデータによると、組織全体として延べ5850万人からの寄付があり、20億6500万ドルの収益を上げている。その61.6%にあたる10億ドル以上を中古品販売から得ている。
それに加え収益の18.5%はグッドウィルが企業や政府との契約で作り出した、清掃、包装、組み立て業務、食品製造、書類管理と廃棄といった仕事からの収入に依る。セキュリティー・システムの大手ディボールド社、製紙業大手のキンバリー・クラーク社、アメリカ空軍などがグッドウィルと取り引きをしている。
501(c)(3)資格を持つ非営利団体であるため個人や公的団体からも寄付金を受け取るが、2005年を例にとると金銭による寄付は全収益に対して2%未満である。
創立100年を記念して、2002年に「グッドウィル・インダストリー21世紀イニシアチブ」という国際開発計画を開始した。これは2020年までに2000万人の就労とキャリア昇進の支援を目的とする。
グッドウィルの店のいくつかは、障害を持つなど特別支援を必要としている者を対象にした福祉団体のイースター・シールズと提携関係を結んでいる。また車やコンピュータを寄付できる店舗もある。グッドウィルはそれぞれが独立した組織であるため、店舗によって寄付の基準や品揃えなどが異なる。
また運営者の給与や待遇も組織によって差がある。非営利とは組織の人間に分配する目的で営利活動を行わないという意味であり、利益をあげたり、運営に必要なスタッフを有給で雇うのはかまわない。グッドウィルの場合、全ネットワークのCEOの2005年度の給与・福利厚生などを含めた年俸総額は42万ドルである。しかしオレゴン州ポートランドのグッドウィル組織長の場合は83万ドル(2004年度)の給与のほかに退職年金、投資トラストなどを受け取っており、オレゴン州の司法長官局は1年半にわたる調査を行い、「不当（に高い）」という判決をくだした。

## 歴史
グッドウィルは、1902年、マサチューセッツ州ボストン市のサウス・エンドで貧しい移民達を支援していたメソジストの牧師エドガー・J・ヘルムズ（Edgar J. Helms 1863年-1942年）によって始められた。彼は、雇えるような人材ではないと思われていた生活保護が必要な者たちを、廃品の無料回収、修理、販売という仕事に雇い、経済的自立と人間としての誇りの回復を目標とした。
当初は麻袋を持ち歩いて廃品回収をしていたが、1905年には荷馬車で回収し、事務所も教会から周辺の家まで利用するようになっていた。1910年には、ボストン記念教会にまだその拠点を置いていたが、モーガン記念企業・商業体（Morgan Memorial Cooperative Industries and Stores, Inc.）という名称に匹敵する程の知名度と規模を持つにいたった。グッドウィル（好意、信用などの意味）・インダストリーズという呼称は1915年、ニューヨークのブルックリンでワークショップを展開し始める時期につけられたが、実際の活動が始まった1902年を正式なグッドウィル創立年としている。
グッドウィルの方針は「恵んでもらうのではなく働く」（人に物をもらうために前に出す手ではなく、働く意志を示すために上げる手 "a hand up, not a hand out"）、「お情けではなくチャンスを与える」（"a chance, not a charity"）である。ヘルムズは、グッドウィル・インダストリーズのことを「社会サービス事業のような企業活動である（中略）就職の可能性がほとんどない者達に雇用と訓練とリハビリテーションを提供し、一切の手づるを使い果たした人たちのための一時的な支えを提供する場所」と語っている。そのため、貧しい者に施しを与えるのではなく、寄付された物は収益のために販売し、そうでなければ仕事がなかったであろう者に、収益金から賃金を支払っているのである。
1920年までには、メソジスト教会の援助もあって、ヘルムズの始めたモーガン・メモリアルを含む15のグッドウィル組織が作られていた。その後は、グッドウィルが教会の外から運営リーダーを採用したり、アメリカ政府からの援助金を受けるためにはキリスト教ともう少し距離を置く団体となる必要があったため、グッドウィルと教会の関係は徐々に薄れていった。
21世紀初頭現在、グッドウィル組織はアメリカ合衆国および世界各国のコミュニティーで、それぞれ独立した約200の組織から成る世界的ネットワークに成長した。2005年のデータによると、20億6500万ドルの収益金のうち83%がグッドウィルの就職プログラムに費やされている。1902年の創立以来、延べ800万人以上がグッドウィルの就職支援プログラムによる恩恵を受けている。2005年の一年間では84万6000人がサービスを受けて、12万9899人が就職競争率が高めの（誰もやりたがらない仕事ではない）場で仕事を得ている。